# Колокол единения трёх братских народов (Прохоровка)
Колокол единения трёх братских народов — памятник, воздвигнутый как символ единения трёх братских восточнославянских народов, «колокол Единения» Белоруссии, России и Украины. Открыт 3 мая 2000 года, в канун 55-го Дня Победы в Великой Отечественной войне в пгт Прохоровка Белгородской области, где произошло одно из главных танковых сражений этой войны. На открытии присутствовали Патриарх Алексий II, исполняющий обязанности Президента Российской Федерации В. В. Путин, Президент Украины Л. Д. Кучма и Президент Республики Беларусь А. Г. Лукашенко.

## Общая информация
Памятник представляет собой сооружение из трёх арок высотой 15 метров, которые органично вписались в круг и увенчаны куполом с православным крестом. По периметру колокола идет выполненная на церковнославянском языке надпись — слова Сергия Радонежского: «Любовью и единением спасёмся». Архитекторы — Перцев В. В. и Турченко В. А. Является одним из объектов музея-заповедника «Прохоровское поле».

## История
Во время церемонии открытия памятника Предстоятель Русской церкви и Президенты трёх славянских государств поднялись на помост, установленный около храма Святых Апостолов Петра и Павла. Здесь в сослужении собратьев-архипастырей патриарх Алексий II совершил пасхальный молебен, содержащий особые прошения об умножении нелицемерной любви «в народах словенских». Провозглашением «Вечной памяти» почтили участники встречи православных христиан «на Прохоровском поле убиенных, от ран скончавшихся, в тылу трудившихся».
По окончании молебна Святейший Патриарх освятил «колокол Единения».